# .si
.si je vrhovna internetska domena (country code top-level domain - ccTLD) za Sloveniju. Domenom upravlja ARNES.

## Vanjske poveznice
- IANA .si whois informacija  Arhivirana inačica izvorne stranice od 29. lipnja 2006. (Wayback Machine)